# Sámi soga lávlla
Sámi soga lávlla, ("Música dos lapões", lit. "Música da família Lapônica") Originalmente um poema escrito por Isak Saba, sendo pela primeira  vez publicado no jornal Sagai Muittalægje em 11 de abril de 1906. Em Agosto de 1986 tornou-se hino nacional dos lapões. Arne Sørli foi responsável por musicar o poema, tendo entao sido aprovada na 15a Conferência Lapônica em Helsinque em 1992. Sámi soga lávlla foi traduzida em todas as línguas lapônicas.
Texto original em lapão setentrional
Guhkkin davvin Dávggáid vuolde
sabmá suolggai Sámieanan.
Duottar leabbá duoddar duohkin,
jávri seabbá jávrri lahka.
čohkat čilggin, čorut čearuin
allanaddet almmi vuostái.
Šávvet jogat, šuvvet vuovddit,
cáhket ceakko stállenjárggat
máraideaddji mearaide.
Dálvit dáppe buolašbiekkat,
muohtaborggat meariheamit.
Sámisohka sieluin mielain
eahccá datte eatnamiiddis:
Mátkálažžii mánuheabit,
giđđudeaddji guovssahasat, -
ruoškkas, ruovggas rođuin gullo,
juhca jávrriin, jalgadasain,
geresskálla máđiid miel.
Ja go geassebeaivváš gollut
mehciid, mearaid, mearragáttiid,
golli siste guollebivdit
suilot mearain, suilot jávrriin.
Gollin čuvget čáhcelottit,
silban šovvot sámieanut,
šelgot čuoimmit, šleđgot áirrut,
luitet olbmát lávllodemiin
geavgŋáid, guoikkaid, goatniliid.
Sámieatnan sohkagoddi –
dat lea gierdan doddjokeahttá
goddi čuđiid, garrogávppiid,
viehkes vearrevearroválddiid.
Dearvva dutnje, sitkes sohka!
Dearvva dutnje, ráfi ruohtas!
Eai leat doarut dorrojuvvon,
eai leat vieljain varat vardán
sámi siivo soga sis.
Máttarádját mis leat dovle
vuoitán vearredahkkiid badjel.
Vuostálastot, vieljat, miige
sitkatvuođain soardiideamet!
Beaivvi bártniid nana nálli!
Eai du vuoitte vašálaččat,
jos fal gáhttet gollegielat,
muittát máttarmáttuid sáni:
Sámieatnan sámiide!

## Säämi suuvâ lavluu
Versão em língua lapônica de Inari traduzida por Matti Morottaja.
1.
Tääbbin tavveen Távgái vyelni
mist lii stuorrâ Säämieennâm.
Tuodâr liäbbáá tuoddâr tyehin,
jävri šiärráá jäävri alda.
Čoheh čielgijn, čoroh čuumâin
alanedeh alme vuástá.
Šäävvih juuvah, šuveh vyevdih,
cäähih ciägu stälinjaargah
meendu muávroo meerâ siis.
2.
Tälviv tääbbin puolâšpiegah,
muotâpuurgah merettemeh.
Säämi suuhâ siäloin mieláin
iäccá kuittâg enâmijdis.
Má háliist láá mánutteveh,
ki ordeijee kuovsâkkâsah,
ruoškâs, ruovgâš roo oin kulloo,
juucâ jaavrijn, jolgâdâsâin,
kerrisskaalâ maa ij mield.
3.
Já ko kesipiäiváš páštá
meecijn, meerâin, merâriddoin,
kole siste kuálásteijeeh
suiloh meerâin, suiloh jaavrijn.
Kollen čyevih čäcilodeh,
silbân kolgeh Säämi juuvah,
šiälguh čyeimih, šaleh ááiruh,
lyeštih almaah lávlustâlân
kiäv áid, kuoškâid, kuánilijd.
4.
Säämieennâm suhâkodde
tot lii killám toijuuhánnáá
koddee čuu ijd, karokaavpijd,
viehis veriviäru väldeid.
Tiervâ tunjin, si hes suuhâ!
Tiervâ tunjin, ráávhu ruotâs!
Tust láá suá ih so âhánnáá,
viiljâin vorrâ vardehánnáá.
Sijvo suuhâ sämmilâš!
5.
Madâräijiheh láá tovle
vuáittâm verrušeijee vievâid.
Vuástálistup viiljah mij-uv
si hesvuo áin suárdálâsâid
Peeivi parnij noonâ nääli,
iä tuu vyeiti vajaliihkin,
jis tun toolah kollekielâd,
muštáh maddârijdâd sääni:
Säämieennâm sämmiláid!
Versão em lapônico escolto traduzida por Anni Feodoroff.

## Sää´msooǥǥ laull
1.
Ku´ǩǩen tâ´vven Juu´se vue´lnn,
Sää´m čiõkk, Sää´m jânnam.
Tuõddâr kuâsttai tuõddâr tue´ǩǩen,
jääu´r špelkka jääu´r veâlgga.
Ceägg tuõddâr čokk laaǥǥ,
pajjna´dde ââ´lm vuâstta.
Šuâlee jooǥǥ, šuuvee väär,
ceägg njaarǥ ru´vddrââ´dd
cäkkâ´tte šuârm miâr vuâstta.
2.
Vaččai tääi´b lie tä´lvv fiõlli,
piõgg da porgg lie meä´rte´mes.
Sää´m sokk siõlin miõlin
tõndiõtt väimstes rää´ǩǩast jânnmes.
Joođjid, määtklaid mään čuâvad,
tâ´vven pue´lle kuuskõõzz ââ´lmest.
Ruåčkâs, ruõvggâs rååđain kollai,
groom teâudd jääu´rid, jie´ğğid.
Če´rres kuâlkkân tä´lvvǩeäi´n mie´ldd.
3.
Na ǥo ǩie´ss peeivaž  kållad,
mie´ccid, miârid, jäu´rr’reeddaid,
kå´llǩimaldõõzzâst kue´llšii´lli
so´ǩǩe miârin, so´ǩǩe jääu´rin.
Ko´llen čue´vve čää´cclåådda,
silbbân čue´vve Sää´mveerd,
čuâlmma čuâlmain, leädggad ääirain,
so´ǩǩe, lue´štte oumma lääu´lee´l
kuõškid, ǩeâuŋsid, sâvvnid.
4.
Sää´mjânnam sokk’kå´dd
tät lij ǩeârddam koddjireeisaid,
ko´ddičuuđid, kårrkaau´pid,
smuuđ veä´reld piiđva´lddjid.
Tiõrv Tu´nne, si´tǩǩes sokk
tiõrv, rää´ǩǩes rääuh maadd!
Jeäla tuäraid tuärrvuättam,
jeäla viilljeez võõr vuârdtama
saa´mi sijvâs sooǥǥ se´st.
5.
Maaddârää´jj mee´st lie tuu´l
vuäittam veä´reld tue´jjeei pâ´jjel.
Vuâsttlâ´sttep viillj, mij še,
sitkkâdvuõđin suä´rddeejeem!
Sokk rää´ves Pei´vvpäärnai
ij tuu vuei´t vâjjlažžad
jõs veâl määttak kå´llǩiõlad,
mooštak maaddâr maddji saa´nid:
Sää´mjânnam saa´mi lij!